# Gerrit Gohlke
Gerrit Gohlke (* 12. März 1999 in Darmstadt) ist ein deutscher Fußballspieler. Der Innenverteidiger stand zuletzt bei Arminia Bielefeld unter Vertrag.

## Karriere
Der gebürtige Darmstädter Gohlke begann im Umland der Stadt beim SV Reinheim bereits als G-Junior mit dem Fußballspielen. Anschließend wurde er 2008 in der U10 der Kickers Offenbach aufgenommen. Mit der B-Jugend des Vereins gelang ihm zur Saison 2016/17 als Meister der U17-Hessenliga der Aufstieg in die B-Junioren-Bundesliga. Im Mai 2018 kam Gohlke beim 5:1 gegen den TSV Schott Mainz erstmals in der Regionalliga Südwest zum Einsatz. Ab der Spielzeit 2018/19 gehörte der Verteidiger fest zum Kader der ersten Mannschaft und beendete die Saison mit ihr auf Rang 5. In der Folgesaison kam Gohlke unter den Cheftrainern Daniel Steuernagel und Angelo Barletta auf elf Hinrundenpartien und verpasste sechs weitere aufgrund zweier Rotsperren.
Ende Januar 2020 wurde der Abwehrspieler vom Drittligisten SV Waldhof Mannheim verpflichtet, nachdem der Transfer erst für den darauffolgenden Sommer geplant war, und erhielt einen bis Juni 2023 gültigen Vertrag. Erstmals für den Waldhof wurde Gohlke aktiv, als er Anfang März für die Verbandsligamannschaft auf dem Feld stand. Anfang Juni 2020 wurde er dann nach drei einsatzlosen Nominierungen am 29. Drittligaspieltag beim Auswärtssieg bei Hansa Rostock von Beginn an in der Viererkette aufgeboten und spielte durch.
Im Sommer 2023 wechselte er innerhalb der Liga zu Arminia Bielefeld. Er bestritt insgesamt 23 Spiele für die Arminia, bevor sein Vertrag im September 2024 vorzeitig aufgelöst wurde.

## Erfolge
Kickers Offenbach
- Meister der B-Junioren-Hessenliga und Aufstieg in die B-Junioren-Bundesliga: 2016

Arminia Bielefeld
- Westfalenpokalsieger: 2024